# الكسندر باركلي
الكسندر باركلي (بالإنجليزية: Alexander Barkley)‏ هو سياسي أمريكي، ولد في 4 مايو 1817، وتوفي في 2 يناير 1893. حزبياً، نشط في الحزب الجمهوري.